# 杰夫·兰普
杰弗里·艾伦·兰普（英語：Jeffrey Alan Lamp，1959年3月9日—），美国NBA联盟前职业篮球运动员。他在1981年的NBA选秀中第1轮第15顺位被波特兰开拓者选中。